# Liste der Baudenkmale in Jeetzel (Lüchow (Wendland))
In der Liste der Baudenkmale in Jeetzel (Lüchow (Wendland)) sind die Baudenkmale des niedersächsischen Dorfes Jeetzel aufgelistet. Der Stand der Liste ist der 21. Oktober 2021. Dies ist ein Teil der Liste der Baudenkmale in Lüchow (Wendland). Die Quelle der  IDs und der Beschreibungen ist der Denkmalatlas Niedersachsen.

## Allgemein
In den Spalten befinden sich folgende Informationen:
- Lage: die Adresse des Baudenkmales und die geographischen Koordinaten. Kartenansicht, um Koordinaten zu setzen. In der Kartenansicht sind Baudenkmale ohne Koordinaten mit einem roten Marker dargestellt und können in der Karte gesetzt werden. Baudenkmale ohne Bild sind mit einem blauen Marker gekennzeichnet, Baudenkmale mit Bild mit einem grünen Marker.
- Bezeichnung: Bezeichnung des Baudenkmales
- Beschreibung: die Beschreibung des Baudenkmales. Unter § 3 Abs. 2 NDSchG werden Einzeldenkmale und unter § 3 Abs. 3 NDSchG Gruppen baulicher Anlagen und deren Bestandteile ausgewiesen.
- ID: die Objekt-ID des Baudenkmales
- Bild: ein Bild des Baudenkmales, ggf. zusätzlich mit einem Link zu weiteren Fotos des Baudenkmals im Medienarchiv Wikimedia Commons. Wenn man auf das Kamerasymbol klickt, können Fotos zu Baudenkmalen aus dieser Liste hochgeladen werden:

## Baudenkmale

### Gruppe baulicher Anlagen
| Lage | Bezeichnung                     | Beschreibung | ID       | Bild |
| --- | ------------------------------- | --- | -------- | ---- |
| Nr. 1, 2, 3, 4, 5, 6, 7, 8, 9, 17, 18, 19, 20, 21, 22, 23, 24, 26, 28, 32, 58 52° 57′ 3″ N, 11° 8′ 11″ O | Siedlungskern Angerdorf Jeetzel | Jeetzel liegt etwa 1 km südlich von Lüchow. Es handelt sich um ein Angerdorf mit einem Baubestand von zahlreichen Vierständerhäusern des 19. Jahrhunderts, die giebelständig um den Dorfplatz („Im Anger“) angeordnet sind. | 30828262 |      |

### Einzelobjekte
| Lage                                     | Bezeichnung                                                       | Beschreibung | ID       | Bild |
| ---------------------------------------- | ----------------------------------------------------------------- | --- | -------- | ---- |
| Im Anger 1 52° 57′ 4″ N, 11° 8′ 6″ O     | Wohn-/ Wirtschaftsgebäude                                         | Giebelständiges Vierständerhaus in Fachwerk mit Backsteinausfachung; unter Satteldach; westliche Traufseite in Backsteinmauerwerk. Errichtet 1816 (i). Ehemals Hofstelle Nr. 1. | 30871001 | BW   |
| Im Anger 4a 52° 57′ 4″ N, 11° 8′ 11″ O   | Wohn-/ Wirtschaftsgebäude                                         | Giebelständiges Vierständerhaus, Fachwerk mit Backsteinausfachungen; großflächig überformt u.a. durch zwischenzeitliche Massivierung der Südfassade, durch einen Stallanbau von Kurt Kofahl um 1930 und durch großen, rückwärtigen Anbau. Errichtet in der Mitte des 19. Jahrhunderts.                               | 30870942 | BW   |
| Im Anger 5 52° 57′ 4″ N, 11° 8′ 12″ O    | Wohn-/ Wirtschaftsgebäude                                         | Giebelständiges Vierständerhaus in Fachwerk mit Backsteinausfachung, unter Satteldach. Errichtet 1821 (i). | 30870923 |      |
| Im Anger 6 52° 57′ 4″ N, 11° 8′ 13″ O    | Wohn-/ Wirtschaftsgebäude                                         | Giebelständiges Vierständerhaus in Fachwerk mit Backsteinausfachung, unter Satteldach in Krempziegeldeckung. Errichtet 1841 (i). | 30870902 | BW   |
| Im Anger 7 52° 57′ 4″ N, 11° 8′ 14″ O    | Wohn-/ Wirtschaftsgebäude                                         | Giebelständiges Vierständerhaus aus fachwerk mit Backsteinausfachung, unter Satteldach in Ziegeldeckung. Errichtet 1841 (i). | 30870883 | BW   |
| Im Anger 14a 52° 57′ 2″ N, 11° 8′ 15″ O  | Wohn-/ Wirtschaftsgebäude                                         | Eingeschossiges Wohnhaus in Backsteinmauerwerk und mit ausgebautem Dachgeschoss in Fachwerk; Sattel- und Walmdach in Hohlpfannendeckung. Errichtet 1927. Ehemalige Hofanlage Nr. 20. | 30870651 | BW   |
| Im Anger 15 52° 57′ 2″ N, 11° 8′ 13″ O   | Wohn-/ Wirtschaftsgebäude                                         | Giebelständiges Vierständerhaus mit Backsteinausfachungen, unter Satteldach. Errichtet Anfang des 19. Jahrhunderts. Ehemalige Hofanlage Nr. 21. | 30870630 | BW   |
| Im Anger 16 52° 57′ 2″ N, 11° 8′ 12″ O   | Wohn-/ Wirtschaftsgebäude                                         | Giebelständiges Vierständerhaus in Fachwerk mit Backsteinausfachung, unter Satteldach. Um 1910 aufwändig zu Wohnzwecken umgebaut: Dielentor entfernt und durch Vorbau mit Loggia unter geschweiftem Dach im Obergeschoss ersetzt. Errichtet Anfang des 19. Jahrhunderts, Umbau 1910. Ehemalige Hofanlage Nr. 22.     | 30870611 | BW   |
| Im Anger 17 52° 57′ 2″ N, 11° 8′ 11″ O   | Wohn-/ Wirtschaftsgebäude                                         | Giebelständiges Vierständerhaus in Fachwerk mit Backsteinausfachung, unter Satteldach in Ziegeldeckung. Errichtet 1839 (i). Ehemalige Hofstelle Nr. 23. | 30870590 | BW   |
| Im Anger 18 52° 57′ 2″ N, 11° 8′ 10″ O   | Wohn-/ Wirtschaftsgebäude                                         | Giebelständiges Vierständerhaus in Fachwerk mit Backsteinausfachung, unter Satteldach in Krempziegeldeckung; völlig zu Wohnzwecken umgebaut; Dielentor durch Hauseingang ersetzt. Errichtet Mitte des 19. Jahrhunderts. Ehemalige Hofstelle Nr. 24.                                                                  | 30870180 | BW   |
| Kapellenstieg 52° 57′ 7″ N, 11° 8′ 15″ O | Kapelle Jeetzel mit Glockenturm, Grünanlage, beherrschender Linde | Die Kapelle wurde wahrscheinlich Anfang des 17. Jahrhunderts vollendet, wobei dem älteren Massivteil aus dem 15. Jh. (rechts) später ein Fachwerkbau mit Kreuzholzwerk angesetzt wurde. Der Turm aus dem 16. Jh. wurde aus Holz errichtet und war ursprünglich freistehend. Seine Glocke wird auf etwa 1300 datiert. | 30873032 |      |
| Kapellenstieg 52° 57′ 7″ N, 11° 8′ 15″ O | Kirchhof                                                          | Die Kapelle Jeetzel liegt nördlich des Dorfangers. Umgeben wird sie von einer Grünanlage, die ursprünglich als Friedhof diente. | 30870821 | BW   |